# آزادراه ام۵۰ (بریتانیا)

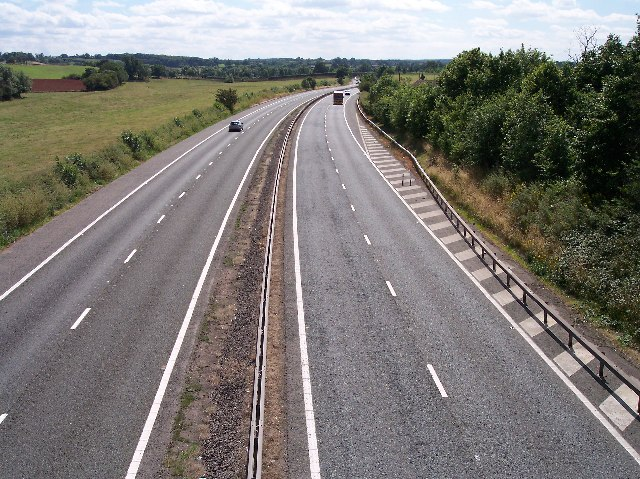
آزادراه ام۵۰

آزادراه‌ ام۵۰ (به انگلیسی: M50 motorway) یک آزادراه در کشور انگلستان است.
این آزادراه که از شهر استرانشام شروع میشود، ۳۴ کیلومتر (۲۱ مایل) مسافت دارد.